# 1936年ベルリンオリンピックのスイス選手団
1936年ベルリンオリンピックのスイス選手団（1936ねんベルリンオリンピックのスイスせんしゅだん）は、1936年8月1日から8月16日にかけてドイツの首都ベルリンで開催された1936年ベルリンオリンピックのスイス選手団、およびその競技結果。

## 概要
今大会は金メダル1個、銀メダル9個、銅メダル5個の合計15個のメダルを獲得した。

## メダル
| メダル | 選手名                 | 競技 | 種目         |
| ------ | ---------------------- | ---- | ------------ |
| 銀     | アルトゥール・シュワブ | 陸上 | 男子50km競歩 |